# Копаро
Копаро је насеље у Италији у округу Ферара, региону Емилија-Ромања.
Према процени из 2011. у насељу је живело 8903 становника. Насеље се налази на надморској висини од 4 м.

## Становништво
| 1951.  | 1961.  | 1971.  | 1981.  | 1991.  | 2001.  | 2011.  |
| ------ | ------ | ------ | ------ | ------ | ------ | ------ |
| 26.252 | 21.754 | 20.752 | 20.881 | 19.273 | 18.057 | 17.017 |